# Europeiska jordbruksfonden för landsbygdsutveckling
Europeiska jordbruksfonden för landsbygdsutveckling (Ejflu) är en av de europeiska struktur- och investeringsfonderna. Den används för att finansiera åtgärder som syftar till att utveckla landsbygden inom ramen för den gemensamma jordbrukspolitiken. Fonden regleras genom en förordning antagen av Europaparlamentet och Europeiska unionens råd.